# Pola Patiño
Pola Patiño Soto (El Paso, 25 gennaio 1926) è un'ex cestista messicana.

## Carriera
Con il Messico ha disputato i Campionati mondiali del 1957 e due edizioni dei Giochi panamericani (Città del Messico 1955, Chicago 1959).